# Сладко отмъщение
Сладко отмъщение (на турски: Tatlı İntikam) е турски телевизионен романтичен сериал, продуциран от „D Productions“, и излъчван в Kanal D. Сценаристи са Пънар Орду и Илкер Аслан.

## Сюжет
Историята е за младата девойка Пелин, която в по-голямата част от живота си не е щастлива в любовта. Когато най-накрая намира истинската си любов се омъжва за мъжа на мечтите си, но след сватбата младоженецът внезапно изчезва. Пелин се оказва измамена от младоженеца. По-късно една жена, която вижда много в живота разкрива причината за нещастието на Пелин: оказва се, че тя без да иска наранява някого в миналото си и той я е проклел. Всичко започва с това, че Пелин ще търси мъжа, който я е проклел.

## Актьорски състав
- Лейля Лидия Туутлу – Пелин Сойлу
- Фуркан Андъч – Синан Йълмаз/Танкут
- Джан Нергис – Толга
- Зейно Гюненч – Сюхейля Сойлу
- Айшенил Шамлъоглу – Мелиха
- Баръш Гьоненен – Серкан
- Чааръ Читанак – Бюлент
- Серен Дениз Ялчън – Джейда
- Бюлент Сейран – Неджип Уйсал
- Елиф Чакман – Хавва
- Емре Ташкъран – Хакан
- Джемре Гюмели – Симай
- Бюшра Девели – Рюзгар
- Илкер Къзмаз – Баръш
- Хазал Тюресан – Башак
- Керем Атабейоглу – Ръза Сойлу
- Дениз Йозерман/Ейлюл Су Сапан – Дуйгу
- Гюрсу Гюр – Зюбейр
- Аля Ийдиш – Бенгису
- Тойгун Атеш – Тургут